# Europa (Earth's Cry Heaven's Smile)
Pour les articles homonymes, voir Europa.
Europa (Earth's Cry Heaven's Smile) est une pièce instrumentale issue de l'album Amigos du groupe Santana. Il s'agit d'un des plus grands succès du groupe, composé par Tom Coster et Carlos Santana.
La version en public se trouve sur l'album Moonflower.
Le morceau est une ballade romantique, dont la mélodie est jouée à la guitare électrique par Carlos Santana. Le morceau est typique du jeu du guitariste et de la musique latino. Certains auteurs comparent ce morceau à Layla d'Eric Clapton ou Voodoo Child (Slight Return) de Jimi Hendrix.

## Classements
| Classement (1976)            | Meilleure position |
| ---------------------------- | ------------------ |
| Suisse (Schweizer Hitparade) | 6                  |
| Pays-Bas (Single Top 100)    | 29                 |
| France (IFOP)                | 20                 |

| Classement (1978)         | Meilleure position |
| ------------------------- | ------------------ |
| Pays-Bas (Single Top 100) | 39                 |